# 加泽耶河畔勒莫纳斯捷
加泽耶河畔勒莫纳斯捷（法語：Le Monastier-sur-Gazeille，法語發音：[lə mɔnastje syʁ ɡazɛj]）是法国上卢瓦尔省的一个市镇，位于该省东南部，属于勒皮区。

## 地名
该地名“Le Monastier-sur-Gazeille”中河名“Gazeille”发音为[ɡazɛj]而非[ɡazɛl]，应译“加泽耶河”，《世界地名翻译大辞典》与《世界地名译名词典》将该地名误译作“加泽勒河畔勒莫纳斯捷”。

## 地理
加泽耶河畔勒莫纳斯捷（44°56'21"N, 3°59'43"E）面积39.39 平方千米，位于法国奥弗涅-罗讷-阿尔卑斯大区上盧瓦爾省，该省份为法国中南部省份，北起多姆山省和卢瓦尔省，西接康塔爾省，南至洛泽尔省，东临阿尔代什省。
与加泽耶河畔勒莫纳斯捷接壤的市镇（或旧市镇、城区）包括：阿莱拉克、沙德龙、库邦、弗雷斯内拉屈什、弗雷斯内拉图尔、朗特里亚克、洛索讷、普雷萨耶、圣马丹德菲热尔。
加泽耶河畔勒莫纳斯捷的时区为UTC+01:00、UTC+02:00（夏令时）。

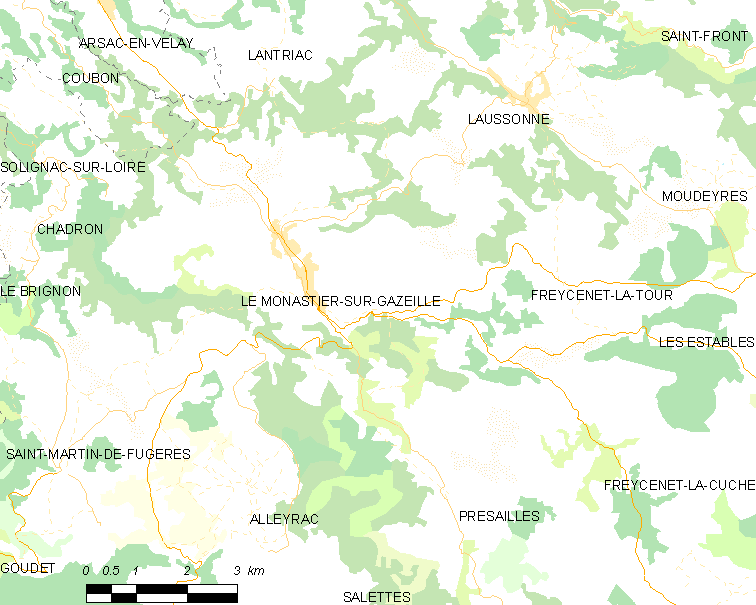
加泽耶河畔勒莫纳斯捷的OSM定位图

## 行政
加泽耶河畔勒莫纳斯捷的邮政编码为43150，INSEE市镇编码为43135。

## 政治
加泽耶河畔勒莫纳斯捷所属的省级选区为梅藏县。

## 人口

1962-2008年间加泽耶河畔勒莫纳斯捷人口变化图示

加泽耶河畔勒莫纳斯捷于2022年1月1日时的人口数量为1773人。